# Refeudalización
La refeudalización es un proceso histórico que se dio a partir de la crisis del siglo XIV en distintas partes de Europa.
El término también se aplica, en el contexto de la teoría de la esfera pública de Jürgen Habermas a determinados fenómenos de las sociedades contemporáneas, cuando se otorgan ciertos privilegios a grupos organizados.

## Refeudalización como proceso histórico
En Europa occidental, donde el feudalismo había tenido un pleno desarrollo en el periodo anterior, la crisis del siglo XIV puede entenderse como crisis del modo de producción feudal: los feudos despoblados no proporcionan rentas suficientes a sus señores, que comienzan un periodo de luchas con otros nobles de la que saldrán enriquecidas las familias victoriosas, constituyendo una alta nobleza, mientras que las de la baja nobleza verán restringidas sus posibilidades económicas y sociales. En un primer periodo parecen mejorar las condiciones de vida de los siervos, en algunos casos incluso la desaparición de su condición servil (payeses de remença en Cataluña), y los trabajadores asalariados ven cómo aumentan los salarios mientras bajan los precios de los productos. De forma paulatina, los señores triunfantes van estableciendo un nuevo tipo de relación feudal, en la que quede claro que los campesinos habrán de conformarse con una relación subordinada en la que los señores están en situación de extraer de forma extraeconómica el excedente productivo, que es lo que define el modo de producción feudal según el modelo materialista. El papel de las monarquías autoritarias, de especial complejidad, es de árbitro de estas luchas sociales, apoyándose sucesivamente en un agente social o en otro (alta nobleza, baja nobleza, alta y baja burguesía). La suerte cambiante y derrota definitiva de la Revuelta Irmandiña de Galicia puede ser un buen ejemplo de ello. El periodo presencia las más convulsas guerras civiles, fueron la Guerra de los Cien Años, la Guerra de las Dos Rosas y la llamada Guerra Civil Castellana. Enrique II de Castilla, llamado el de las mercedes, debe su sobrenombre (merced, o sea, regalo) al reparto masivo de territorios de realengo entre los miembros de las casas aristocráticas que le condujeron al poder. El acceso al señorío por compra de jurisdicciones también fue un sistema común de adquisición, sobre todo en la Edad Moderna. En la Castilla del siglo XVII fue muy usual la conversión en coto redondo y despoblado de las tierras (teóricamente su declaración como abandonadas por los campesinos) para su mejor gestión por parte de los señores, muchas veces con más interés en mantener una explotación ganadera que agrícola. La expulsión de los moriscos también trajo como consecuencia una variación de las condiciones de control de los señores sobre el territorio, en este caso en amplias zonas de Granada, Valencia, Murcia y Valle del Ebro.
En Europa oriental, donde el periodo anterior no había definido un feudalismo típico, los estados en formación -Austria, Hungría, y de forma más clara Polonia, Lituania y Rusia- contemplan la sujeción de los campesinos a la servidumbre (mientras que antes gozaban de una mayor libertad personal). La abolición de la servidumbre en esta zona se da entre mediados del siglo XVIII (Austria) y mediados del siglo XIX (Rusia).

### Refeudalización en el tempranosigloXXI
El sociólogo suizo Jean Ziegler utiliza el término alemán "Refeudalisierung der Gesellschaft" (Refeudalización de la sociedad) para arrojar luz sobre las fuerzas que impulsan la globalización neoliberal. En su folleto "El Imperio de la Vergüenza" critica el nuevo sistema de "refeudalización" basado en la escasez y la deuda. Sin embargo, el término se suele traducir en inglés por "nueva feudalización", que aquí significa el menoscabo de los valores de la Ilustración (libertad, igualdad y fraternidad) y la privatización radical de los bienes y servicios públicos. Ideas comparables han sido desarrolladas por Sighard Neckel y Jakob Tanner. El historiador y director del CALAS Olaf Kaltmeier extendió este enfoque por dimensiones político-culturales y lo aplicó a América Latina. Combina la extrema polarización social de la estructura social con la distribución desigual de la tierra en América Latina, la segregación espacial en forma de comunidades cerradas y centros comerciales (que a menudo van de la mano de la arquitectura retro-colonial), una economía extractivista con la acumulación a través de la expropiación, y la duplicación del poder económico a través del poder político en forma de millonarios que, como Mauricio Macri o Sebastián Pineira, se convierten en presidentes.